# Łankiejmy

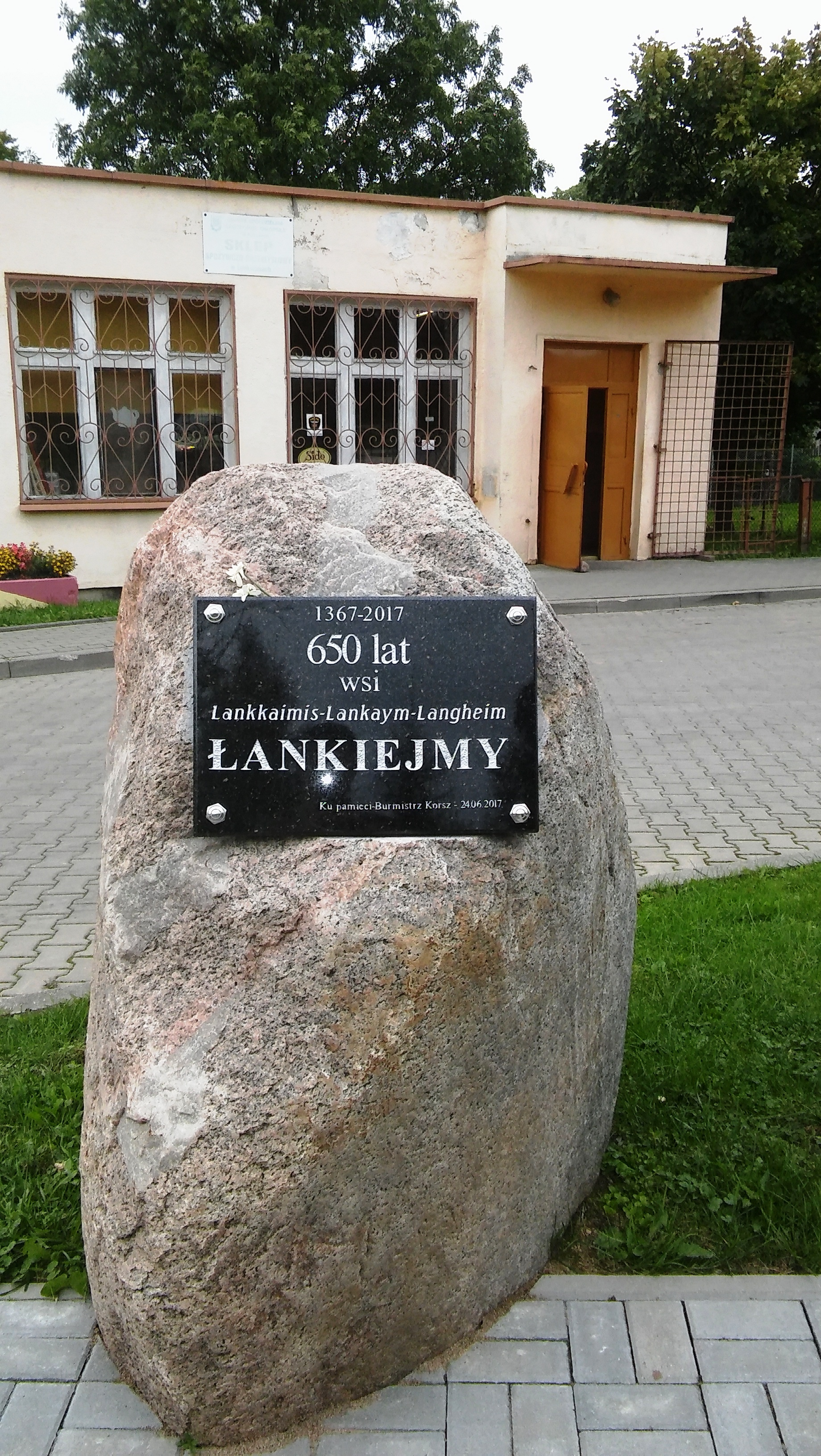
24 czerwca 2017 odsłonięta została pamiątkowa tablica z okazji 650-lecia powstania miejscowości

Łankiejmy (niem. Langheim) – wieś w Polsce położona w województwie warmińsko-mazurskim, w powiecie kętrzyńskim, w gminie Korsze.
W latach 1954–1959 wieś należała i była siedzibą władz gromady Łankiejmy, po jej zniesieniu w gromadzie Korsze II. W latach 1975–1998 miejscowość administracyjnie należała do województwa olsztyńskiego. Wieś jest siedzibą sołectwa, w skład którego oprócz Łankiejm wchodzą jeszcze: Dłużec Mały, Dzierżążnik, Grycewo, Kowalewo Duże i Kowalewo Małe. Jest tutaj ośmioklasowa szkoła podstawowa z oddziałem przedszkolnym oraz filia biblioteczna Miejsko-Gminnej Biblioteki Publicznej w Korszach.

## Części wsi
| SIMC    | Nazwa       | Rodzaj    |
| ------- | ----------- | --------- |
| 0478813 | Dzierżążnik | część wsi |

## Położenie geograficzne
Wieś jest położona w zachodniej części gminy Korsze. Pod względem historycznym miejscowość leży w Prusach Dolnych, na obszarze dawnej pruskiej Barcji. Pod względem fizycznogeograficznym właściwa wieś wraz z przysiółkiem Dzierżążnik jest położona na Nizinie Sępopolskiej. Ukształtowanie powierzchni wsi i okolic jest pagórkowate. Przez wieś przepływa rzeka Sajna, dopływ Gubra.
W kierunku południowo-wschodnim od wsi rozciąga się na bagnistym terenie Łankiejmski Las (niem. Langheimer Forst).
Od północnego zachodu ku południowemu wschodowi przez teren wsi przebiega droga wojewódzka , łącząca Bartoszyce z Kętrzynem. Do Bartoszyc jest stąd 21 km, a do Kętrzyna - 23 km. W Łankiejmach znajduje się także stacja kolejowa, położona przy linii kolejowej nr 353 Poznań Wschód – Skandawa.
Zobacz też:

## Historia
Nazwa wsi wywodzi się z języka pruskiego, w którym lanka znaczy łąka, a kaym – wieś, dwór.
Na terenie Łankiejm pierwotnie było zapewne grodzisko staropruskie. W latach 1325–1326 zakon krzyżacki wybudował drewniano-ziemną strażnicę puszczańską, którą około 1350 r. przekształcono w murowany zamek. Było to jedno z ogniw w łańcuchu twierdz rozmieszczonych na linii rzeki Sajny – od Reszla na południu, po zamek komturski w Sątocznie, na północnym krańcu tego łańcucha.
23 maja 1367 w Sątocznie wielki mistrz zakonu krzyżackiego Winrich von Kniprode wydał akt lokacyjny na prawie chełmińskim dotyczący ziemi „w obrębie Sajny i koło Spand”. W dokumencie tym nadał jako dziedziczne lenno 74 włók ziemi rycerzowi pruskiemu Hansowi Straupemu oraz jego bratu i bratankom. Hans Straupe założył na nadanych posiadłościach wsie Łankiejmy i Suśnik.
Po zakończeniu wojny trzynastoletniej (1454-1466) wieś Łankiejmy wraz z zamkiem w zamian za zaległy żołd otrzymał w lenno ród rycerski Truchsess von Wetzhausen. Pierwszym jego przedstawicielem, który osiedlił się w Łankiejmach, był Cuntz Truchsess von Wetzhausen (1479-1533) pochodzący z frankofońskiego Dachsbach. Wieś pozostawała we władaniu tej rodziny do końca XVII w. Przeszła ona następnie w posiadanie arystokratycznego rodu von der Groeben. Potomek rodu w roku 1772 urządził w Łankiejmach ośrodek dla niezamożnych członków rodziny. Z tego też okresu pochodzą tarcze zegarowe umieszczone na czterech stronach wieży kościelnej (do czasów współczesnych zachowała się jedna).
Po II wojnie światowej Łankiejmy znalazły się w granicach Polski, a niemieccy mieszkańcy wsi ewakuowali się lub zostali przymusowo wysiedleni do Niemiec. Ich miejsce zajęli polscy osadnicy. Od 1954 roku Łankiejmy stanowiły siedzibę gromady. Pierwszym przewodniczącym Prezydium GRN był Antoni Wełpa, a od roku 1958 - Teofil Dach. 1 stycznia 1960 roku w wyniku korekt w podziale administracyjnym gromadę tę zniesiono.
W roku 1970 były tu ośmioklasowa szkoła podstawowa, przedszkole na 30 dzieci, punkt medyczny. W 1973 roku do sołectwa Łankiejmy, gmina Korsze, należało pięć miejscowości: Grycewo (Gnojewo), Kowalewo Duże, Kowalewo Małe, Łankiejmy, Spręgliny.
1 lipca 1974 roku w Łankiejmach na obszarze 5091 ha utworzono Przedsiębiorstwo Gospodarki Rolnej o charakterze uniwersalnym, wchodzące w skład Kętrzyńskiego Zjednoczenia Rolniczo-Przemysłowego.

## Kościół

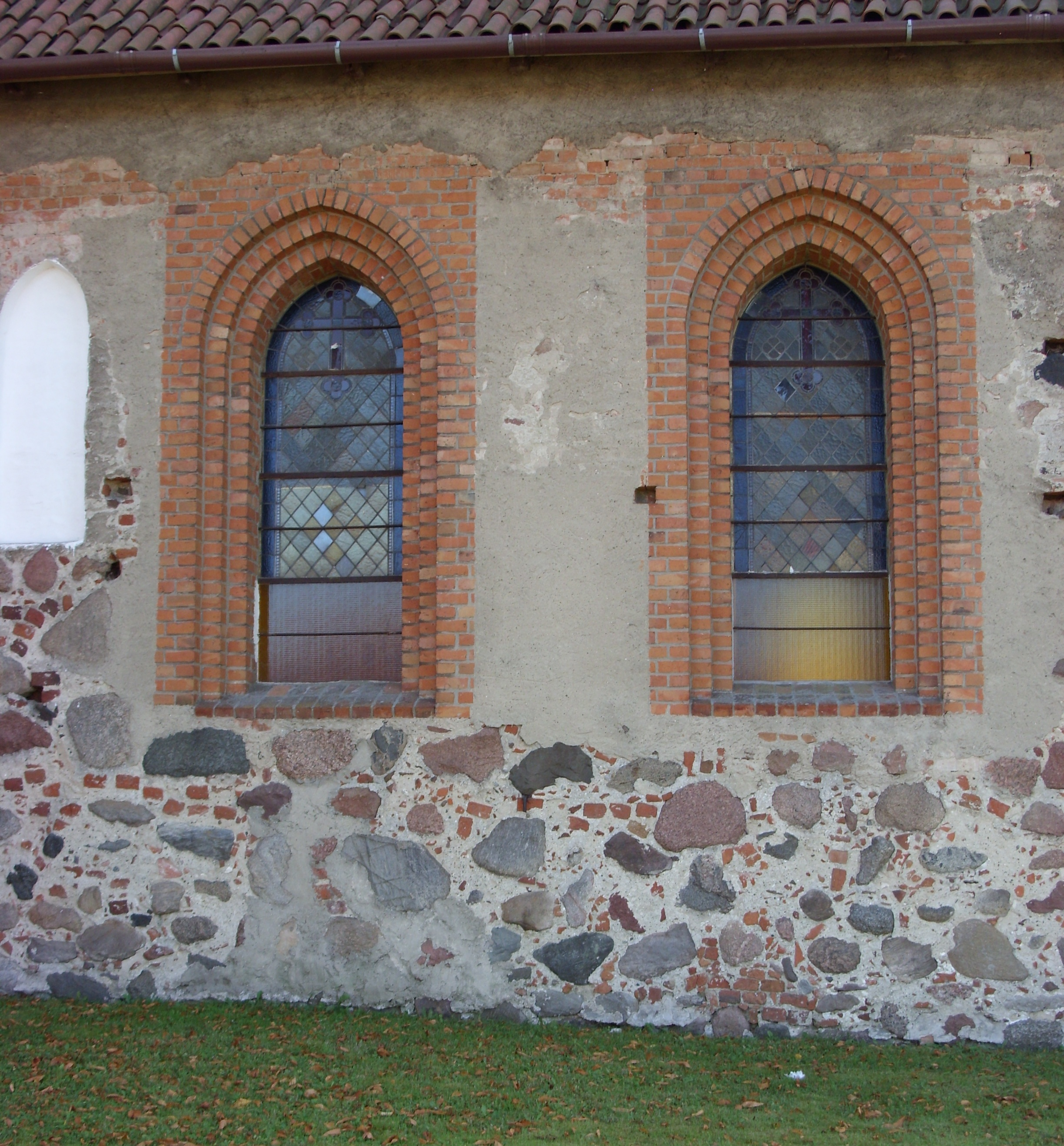
Kościół w Łankiejmach

Kościół parafialny, pw. św. Jana Chrzciciela, w stylu gotyckim z cegły i kamienia wybudowano w latach 1375–1400. Wieżę wybudowano na przełomie XV–XVI wieku. 
Od reformacji do II wojny światowej użytkownikami świątyni byli ewangelicy. Pierwszym pastorem zaś był Jan Wagner (1554-1567). Od roku 1528 filią kościoła w Łankiejmach była świątynia w Gudnikach. Do parafii należały Gudniki i Sarkajmy.
Dnia 17 stycznia 1818 (wg innego źródła w 1817) wielka wichura zniszczyła zadaszenie, wschodni szczyt oraz wieżę, którą odbudowano od drugiej kondygnacji  w roku 1819. Kolejny raz kościół odnowiono w 1911, odbudowano wówczas schodkowe szczyty dekorowane ażurowymi blendami i sercami. 
Kościół murowany z cegły i kamienia polnego, orientowany, salowy, na planie prostokąta, bez prezbiterium. Od strony zachodniej gotycka wieża. Ołtarz główny (1682 r.), ambona (1687 r., odnowiona 1864 r.), krucyfiks (1515 r.), organy (1882 r.), ławy (XVII w.), tablica z nazwiskami poległych w czasie wojny. 
W południowej kruchcie znajdowało się pięć płyt nagrobnych. Na czterech z nich są przedstawione naturalnej wielkości postaci zmarłych członków rodu Truchsess von Wetzhausen, do którego do XVII wieku należała wieś. Epitafia w 1997 r. przeniesione zostały do lapidarium w Kętrzynie. Lapidarium to znajduje się przy zachodniej ścianie bazyliki kolegiackiej św. Jerzego w Kętrzynie.
Zobacz też:

## Pałac

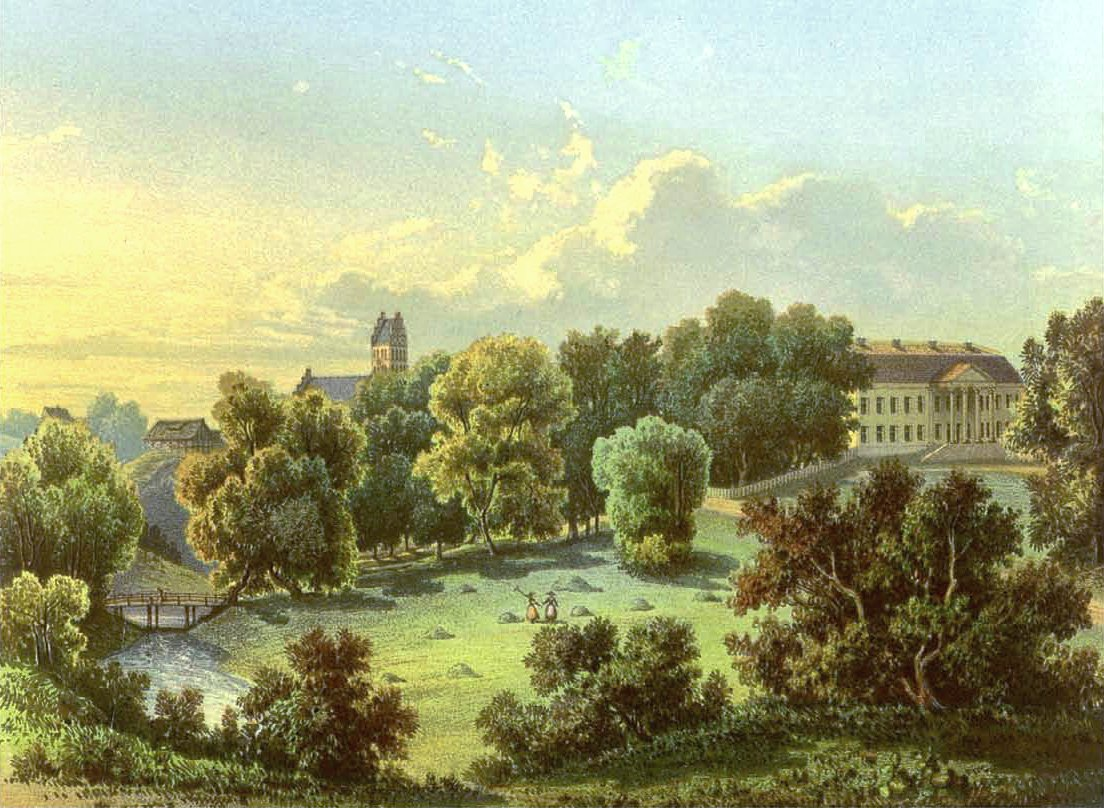
Pałac łankiejmski ok. 1860 r.

W starym parku zachowały się ruiny pałacu klasycystycznego, budowanego w latach 1798–1805 r. według projektu Davida Gilly. Zdobił go olbrzymi portal z kolumnami. Pałac został w 1945 r. zbombardowany przez lotnictwo sowieckie. Ruiny pałacu rozebrano w latach 70. XX w. Zachowały się zabudowania gospodarcze i pozostałości parku.

## Demografia
W 1785 roku Łankiejmy miały 22 domy, w 1817 roku 24 domy.
Mieszkańcy: w roku 1817 – 181 osób, w 1939 – 733, w 1970 – 448, w 2004 – 505, w czerwcu 2017 – 462.

## Ochrona przyrody
Zachodnia i północna część wsi jest objęta ochroną w ramach Obszaru Chronionego Krajobrazu Doliny Rzeki Guber, który obejmuje nie tylko obszar Gubra, ale także dolinę Sajny.